# Vida Pregarc
Vida Pregarc, slovenska aktivistka OF, * 28. julij 1920, Trst – Sveti Jakob,  Furlanija – Julijska krajina, Italija, † 31. avgust 1942, Ljubljana.

## Življenje in delo
Na Tržaškem rojena Vida je bila sedmi, najmlajši otrok zidarja Rudolfa Pregarca in Marije Pregarc, roj. Kocjančič. Že zgodaj je bila priča italijanskemu pritisku na slovensko prebivalstvo. Obiskovala je namreč slovensko Ciril-Metodovo šolo, ki je bila skozi leta tarča vandalizma, s šolskim letom 1923/24 pa se je morala podrediti fašistični Gentilejevi šolski reformi in uvesti pouk le v italijanskem učnem jeziku, zato je Vida zadnje leto šolanja opravila v italijanščini. Postala je vneta borka za pravice delavstva na Slovenskem primorju. Njen oče, predsednik Narodnoosvobodilnega odbora v domačih Ricmanjah, se je že leta 1930 zaradi političnih razlogov preselil v Ljubljano, januarja 1932 pa mu je sledila tudi družina. Vida se je včlanila v sokolsko organizacijo in se aktivno ukvarjala s telovadbo; še leta 1939 je nastopila na telovadnem nastopu v Sofiji. Ob izbruhu druge svetovne vojne je bila dvajsetletnica ena od mnogih žensk, ki so se aktivno vključile v protifašistični boj. Nekaj časa se je pred fašisti skrivala pri sestri Zorki v Milanu, 6. 12. 1941 pa naj bi se od nje poslovila z besedami: »Rajši pokonci umrem, kakor pa da kleče živim!«  in se vkrcala na vlak proti Ljubljani.
V času italijanske okupacije Ljubljane, februarja leta 1942, se je Vida kot uradnica in tolmačka zaposlila v mezdnem oddelku tovarne Saturnus, t. i. »rdeče trdnjave« v ljubljanskih Mostah. V tovarni, ki je od leta 1921 izdelovala pločevinasto in nato litografirano kovinsko embalažo, sta nekoč delali tudi mladi Angela Ocepek in Pepca Kardelj. Tovarniški kolektivi so med vojno kot žarišče organiziranih akcij proti okupatorju plačevali članarino za Osvobodilno fronto, trosili letake, zbirali orožje, denar in material za partizane in zanje ponekod sami izdelovali strelivo itd. Prav kolektiv Saturnusa je bil med najbolj borbenimi.
Vidinim sodelavcem je bilo najprej znano le, da mladenka stanuje v Rožni dolini ter da je tolmačka za italijanščino, zato so se je iz strahu pred morebitnim vohunjenjem najprej izogibali, nato pa so jo preizkusili z več nalogami. Tako je npr. priskrbela dokazno gradivo, na podlagi katerega je bil direktor Loesar primoran dati prispevek za gibanje, ob drugi priložnosti pa je čez blok prinesla zavitek Slovenskega poročevalca, ovitega v italijanski časnik. Kmalu je postala najdejavnejša politična aktivistka v gibanju, osem dni pred smrtjo so jo sprejeli v Komunistično partijo. Kar se tiče njenega zasebnega življenja, je znano, da je bila v zvezi z Miranom Babškom, saj so ohranjena njena pisma iz julija 1942.

## Smrt
Leta 1942 je italijanski okupator v Ljubljani začel z množičnimi pregoni, zapiranjem, obsodbami, streljanjem in pošiljanjem v taborišča. 31. avgusta 1942 ob štirih popoldne so fašisti izvedli racijo: blokirali so Saturnus in izgnali delavce na dvorišče. Aktiviste naj bi italijanski policiji izdala delavka Novak iz livarne poleg strojne delavnice, od koder je verjetno prisluškovala pogovorom. V pisarni je bilo veliko gradiva odporniškega gibanja, ki ga je Vida prevzela pred dvema urama – od izvodov Slovenskega poročevalca do partijskih direktiv. Da bi zavarovala druge, je začela žvečiti in požirati nevarno gradivo, a so Italijani prihiteli v pisarno, preden ga je uspela uničiti. Po preiskavi so jo prijeli in zaslišali; kljub znanju italijanščine je vztrajala na zagovoru v slovenščini in medtem hladnokrvno jedla jabolka, sodelavki Pavli Erjavec pa s kretnjo nakazala, da bo molčala. Pridržali so tudi njeno tovarišico Nado Sočan, ker jo je Vida prosila, da njenim domačim pove za aretacijo. Agenti so delavce zaslišali pred močnimi avtomobilskimi žarometi, jih s kamioni odpeljali na domove, vse preiskali in jih nato odpeljali nazaj v tovarno na odbiranje za zapore in taborišča.
Vida je mirno čakala, dokler je niso odvedli iz pisarne. Na dvorišču so jo pod majhno lipo zvezali na stol, ji prevezali oči in jo ob 22:45 ustrelili. Pokončali sta jo dve salvi iz 12 pušk. Med številnimi pričami je bil tudi kakšnih šest let star otrok. Eden od vojakov ni hotel streljati in se je razjokal pred neustrašno žrtvijo, nekaterim je postalo slabo. Takoj zatem so fašisti odpeljali odbrane delavke in delavce, tovarno pa oropali. Usmrčeno 22-letnico so v svarilo pustili privezano še 12 ur, ljudje niso smeli prinašati cvetja. Ilegalno so jo pokopali naslednji dan, danes pa je njen grob v Spominskem parku borcev in talcev druge svetovne vojne na ljubljanskih Žalah.

## Dediščina
Vida Pregarc še danes predstavlja pomemben simbol revolucionarnega odpora.

### Odpor v Saturnusu
Vidin pogum je prispeval k temu, da se je kolektiv Saturnusa še naprej organiziral. Razdeljevali so po 130–140 izvodov Poročevalca, ki so ga delavke brale kar ob strojih, sežgali vagon konzerv, namenjen sovražniku, izdelovali tablice za avtomobile likvidatorjev, izvajali sabotaže, pošiljali material za OF na teren in agitirali za čim večjo udeležbo v NOB.

### Spomenik Vidi Pregarc in talcem
Na žalni proslavi ob tretji obletnici usmrtitve, 31. avgusta 1945, so na mestu ustrelitve ob prisotnosti delavstva, političnih predstavnikov in Vidine družine odkrili spominsko ploščo z napisom Naša Vida in datumom smrti. 31. avgusta 1960 so slavnostno odkrili še doprsni kip, ki ga je izklesal kipar Stane Keržič in ima status spomenika lokalnega pomena. Uvršča se med peščico partizanskih spomenikov, posvečenih izrecno in zgolj ženskam, pa tudi med redka poimenska obeležja žensk v Ljubljani in širše po Sloveniji (manj kot 5 % po štetju na podlagi Registra nepremične kulturne dediščine na Slovenskem). Kip je bil ukraden, a so ga nadomestili z repliko. V betonskem zidu so še vidne luknje krogel. Desno je vzidan spomenik z imeni skupno 17 delavcev, ki so dali življenja za svobodo. Obeležje stoji na današnjem dvorišču ZPIZ, Ob železnici 30; točna lokacija in opis sta zabeležena v zbirki Partizanski spomeniki na zemljevidu.

### Strelska družina Vide Pregarc
Leta 1948 ustanovljeno strelsko družino so sestavljali večinoma borci iz Narodnoosvobodilne vojske. Na višku moči je bila med najmočnejšimi v Ljubljani in Sloveniji.

### Ulica Vide Pregarčeve
Predovičeva ulica v Mostah, leta 1929 imenovana po lastniku več hiš ob njej, je bila leta 1952 preimenovana po Vidi Pregarc. Poteka od Proletarske ceste proti severovzhodu do Kajuhove ulice pri podvozu.

### Osnovna šola Vide Pregarc
Nekdanja meščanska šola Moste je delovala od leta 1934 do italijanske zasedbe poslopja leta 1942. Pouk se je nadaljeval drugod v zelo okrnjeni obliki. Leta 1943 so poslopje zasedli SS-ovci in ga kasneje spremenili v zapor za borce in aktiviste NOB. Po osvoboditvi je tam delovala moščanska gimnazija in več drugih šol, osnovna šola pa se je preselila na Bazoviško ulico 1. 6. septembra 1958 se je odprla iz nje razvita osemletna osnovna šola, poimenovana po Vidi Pregarc, zaradi česar je njena mati šoli poslala zahvalo, ki se je začela z besedami: »Moja draga Vida ni pozabljena ...«. Tovarna Saturnus je šoli moralno in materialno pomagala pri razvoju tehničnega pouka, proizvodnega dela in dejavnostih šolskih organizacij.

### ŠŠD Vide Pregarc
Na občinskih prvenstvih pogosto uspešno šolsko športno društvo s številnimi sekcijami sta leta 1959 ustanovila učitelja telesne vzgoje Marko Pungartnik in Miša Lajovic.

### KUD Vide Pregarc
Kulturno-umetniško društvo so leta 1974 ustanovili člani iz Saturnusa, predvsem pevci. Zbor je sestavljalo 14 Saturnužanov brez glasbene vzgoje, a so jo počasi pridobivali; med njimi so bile naenkrat največ po tri pevke, čeprav je bil delavski kolektiv pretežno ženski. Zbor so poimenovali po saturniški junakinji, pozneje pa je ime prevzelo celotno društvo. Čez dobro leto so se jim pridružili harmonikarji, kasneje prejemniki Gallusove plakete. Leta 1978 je KUD oblikoval dve novi ljubiteljski ustvarjalni sekciji, likovnike in fotografe. Leta 1981 je pevski zbor zapel ob praznovanju 60. obletnice ustanovitve tovarne Saturnus, harmonikarji pa so bili to leto evropski mladinski prvaki. Predsednik društva bil je Lado Sluga, podpredsednik inž. Blaž Slapšak, zborovsko sekcijo sta vodila najprej prof. Janez Bešter in nato prof. Janez Triller, fotografe pa priznani Tihomir Pinter. Dela likovne sekcije je pred razstavami pregledal in ovrednotil akademski kipar Aladar Zahariaš.

### Odmevi v sodobnosti
Vidina zgodba, portret in leseni stol, na katerem je bila ustreljena, so predstavljali uvod v razstavo 1495 dni – Ljubljana med drugo svetovno vojno v Mestnem muzeju Ljubljana, postavljeno leta 2025 ob 80-letnici konca druge svetovne vojne.
Da uporni duh Vide Pregarc ni pozabljen, dokazujejo občasni dogodki in manifestacije, denimo vključenost njene zgodbe v turo po uporniški Ljubljani in prvomajski Spominski sprehod skozi revolucionarne Moste leta 2025, ki se je zaključil pri njenem obeležju. Živi spomin ohranja tudi k Vidinemu spomeniku postavljen geolovski zaklad.